# Jan van Cleve (III)
Jan van Cleve (III) o Jan van Cleef (III) (6 de enero de 1646 – 18 de diciembre de 1716) fue un pintor flamenco de origen holandés conocido por sus retablos, cuadros alegóricos y escenas mitológicas. Trabajó en Bruselas al comienzo de su carrera y más tarde se mudó a Gent.

## Vida
Van Cleve nació en Venlo en el ducado de Guelders. Mostrando desde una edad temprana interés y facilidad en el arte, fue a Bruselas donde se unió al taller del artista flamenco Luigi Primo, quien había trabajado durante un largo período en Italia. Se cree que se trasladó más tarde al taller de Gaspard de Crayer Si bien no hay evidencia documental de tal aprendizaje, la cercanía estilística de van Cleve a de Crayer apoya este hecho. Van Cleve también completó y copió varias obras de De Crayer. Cuando De Crayer dejó Bruselas por Gent hacia 1664, van Cleve siguió a su maestro y se estableció en Gent, donde residió por el resto de su vida.

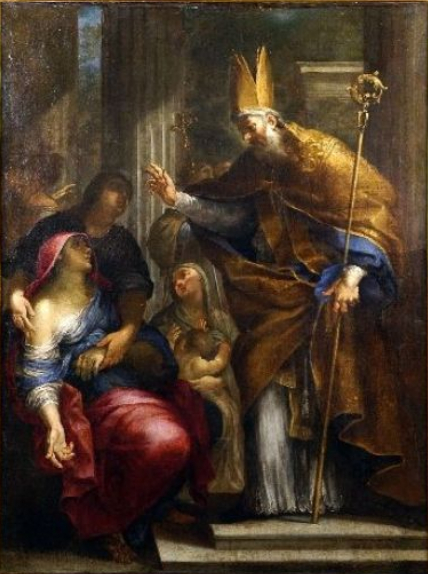
San Nicolás de Tolentino

Después de la muerte de De Crayer, se encargó a van Cleve que completara las obras inacabadas de su maestro De Crayer en varias iglesias y que terminara las caricaturas de los tapices ordenados por el rey francés Luis XIV en los talleres de tapices de Amberes. Viajó a Francia para mostrar sus dibujos al rey en persona. Permaneció tres meses en París.
Trabajó en Gent hasta su muerte a la edad de 70 años.

## Trabajos
Jan van Cleve pintó retablos, cuadros alegóricos y escenas mitológicas. Fue un pintor prolífico que se encargó de producir muchas obras religiosas para las iglesias y conventos en Flandes y Brabante. Su estilo era similar al de su maestro de Crayer. Sus mejores trabajos están en el convento de las monjas negras en Gante y en el ayuntamiento de Gante.